# Adiantum soboliferum
Adiantum soboliferum är en kantbräkenväxtart som beskrevs av Nathaniel Wallich. Adiantum soboliferum ingår i släktet Adiantum och familjen Pteridaceae. Inga underarter finns listade.